# Podwójne opodatkowanie
Podwójne opodatkowanie to nakładanie podatku przez dwie lub więcej jurysdykcji od tego samego dochodu (w przypadku podatków dochodowych), aktywów (w przypadku podatków majątkowych) lub transakcji finansowej (w przypadku podatków od sprzedaży).
Podwójną odpowiedzialność można złagodzić na wiele sposobów, na przykład:
- zwolnienie z podatku dochodów zagranicznych (t.zw metoda wyłączenia)
- zwolnienie dochodu ze źródła zagranicznego od podatku, jeśli podatek został od niego zapłacony w innej jurysdykcji lub powyżej pewnego poziomu odniesienia, aby wykluczyć jurysdykcje rajów podatkowych
- w pełni opodatkować dochód ze źródła zagranicznego, ale odliczyć podatki zapłacone od dochodu w jurysdykcji zagranicznej (tzw, metoda zaliczenia, odliczenia albo kredyty podatkowego)[1][2][3].

Jurysdykcje mogą zawierać umowy podatkowe z innymi krajami, które określają zasady unikania podwójnego opodatkowania. Umowy te często zawierają ustalenia dotyczące wymiany informacji w celu zapobiegania uchylaniu się od opodatkowania – na przykład gdy osoba ubiega się o zwolnienie podatkowe w jednym kraju z powodu braku miejsca zamieszkania w tym kraju, ale następnie nie deklaruje tego jako dochód zagraniczny w innym kraju; lub który ubiega się o ulgę podatkową od podatku zagranicznego u źródła, które w rzeczywistości nie miało miejsca.
Termin „podwójne opodatkowanie” może również odnosić się do podwójnego opodatkowania niektórych dochodów lub działalności. Na przykład zyski przedsiębiorstw mogą być opodatkowane najpierw, gdy są zarobione przez korporację (podatek dochodowy od osób prawnych), a następnie ponownie, gdy zyski są przekazywane udziałowcom jako dywidenda lub inna dystrybucja (podatek od dywidend).
Niekiedy rozróżnia się dwa inne rodzaje podwójnego opodatkowania: podwójne opodatkowanie jurysdykcyjne i podwójne opodatkowanie gospodarcze. W pierwszym przypadku, gdy reguły dotyczące źródeł nakładają się, podatek jest nakładany przez dwa lub więcej krajów zgodnie z ich prawem krajowym w odniesieniu do tej samej transakcji, dochód powstaje lub uznaje się za powstały w ich odpowiednich jurysdykcjach. W tym drugim przypadku, gdy ta sama transakcja, dochód lub kapitał są opodatkowane w dwóch lub więcej państwach, ale w rękach innej osoby, powstaje podwójne opodatkowanie.
Trzy główne czynniki wpływające na kształt umów o unikaniu podwójnego opodatkowania to: intensywność relacji, asymetria gospodarek i inwestycji oraz konkurencja podatkowa.

## Źródła
1. 1 2 3  podwójne opodatkowanie – Encyklopedia Gazety Prawnej [online], www.gazetaprawna.pl [dostęp 2020-11-02].
2. 1 2 3  Podwójne opodatkowanie [online], Encyklopedia Zarządzania [dostęp 2020-11-02] (pol.).
3. 1 2 3  Metody uniknięcia podwójnego opodatkowania [online], gazetapl [dostęp 2020-11-02] (pol.).
4. ↑  Janusz Kudła, Katarzyna Kopczewska, Monika Stachowiak-Kudła, Trade, investment and size inequalities between countries and the asymmetry in double taxation agreements. Economic Modelling 2023, 122.